# Ещё до войны (фильм)
«Ещё до войны» — советский художественный фильм режиссёра Бориса Савченко, экранизация одноимённой повести Виля Липатова.

## Сюжет
Лето 1939 года. В далёкую сибирскую деревню Улым на реке Кеть из города после смерти отца приезжает Рая Колотовкина. Она поселяется в доме своего дяди, председателя колхоза, живущего с женой и тремя сыновьями, двоюродными братьями Раи. Постепенно она знакомится с жизнью деревни, приобретает здесь новых друзей и подруг среди сверстников, хотя старшее поколение прозвало её «стерлядкой» из-за её худощавой фигуры. Деревня живёт тихой довоенной жизнью: в клубе показывают фильм «Если завтра война», ставят самодеятельные спектакли, вечерами устраивают танцы, а новости приносит пароход «Смелый», поскольку в деревне нет ни почты, ни телеграфа, ни телефона.
Заменив во время репетиции спектакля свою подругу Граню, Рая близко знакомится с деревенским парнем Анатолием Трифоновым, недавно отслужившим в армии. По сюжету пьесы им приходится играть влюблённых, а вскоре сильное чувство возникает у них и в реальной жизни. Молодые люди решают пожениться, Рая готова остаться в деревне и работать учительницей, несмотря на то, что собиралась учиться в городе на инженера, как того хотел её отец. Однако родители Анатолия против их брака, поскольку видят в невестках работящую Валю Капу, а не какую-то приезжую «стерлядку».
Во время концерта в клубе выясняется, что Анатолий на дальней заимке, Рая с Граней отправляются к нему. Встретившись с Анатолием, Рая понимает, что он не может пойти против воли отца, да и дядя Раи против их брака, считая, что ей нужно учиться. Рая уезжает в город, Анатолий скачет верхом с заимки на пристань, но не успевает к отправлению парохода.
В финальной сцене рассказывается о дальнейшей судьбе героев во время предстоящей Великой Отечественной войны: погибнут Анатолий, дядя и два Раиных брата, другие улымчане, потеряет руку ставшая медсестрой Граня.

## В ролях
- Дарья Михайлова — Рая Колотовкина[1]
- Андрей Ярославцев — Анатолий Трифонов
- Людмила Шевель — Гранька
- Ирина Жалыбина — Валентина Капа
- Ольга Анохина — учительница Жутикова
- Юрий Гребенщиков — Пётр Артемьевич Колотовкин
- Василий Петренко — Лёнька Мурзин
- Элеонора Шашкова — жена председателя
- Александр Гебдовский — брат Раи
- Сергей Калантай — брат Раи
- Владимир Петрив — брат Раи
- Виктор Мирошниченко — отец Анатолия Трифонова
- Лилия Гурова — мать Анатолия Трифонова
- Николай Юдин — дед Крылов
- Ирина Аверьянова — Варенцова
- Николай Федорцов — Иван Веденеевич
- Александр Белина — капитан

## Съёмочная группа
- Автор сценария: Артур Войтецкий
- Режиссёр: Борис Савченко
- Оператор: Валерий Квас
- Художник: Евгений Стрилецкий
- Композитор: Евгений Станкович

## Факты о фильме
- Съёмки фильма проходили в селе Яр (Ярское) Томской области[2].
- Пароход «Смелый» действует и в другом произведении Липатова — «Капитан „Смелого“».

## Награды
- Диплом и приз жюри, приз СК СССР на ВТФ в Алма-Ате в 1983 году[3]